# Stratégie nucléaire
 (septembre 2017).
Si vous disposez d'ouvrages ou d'articles de référence ou si vous connaissez des sites web de qualité traitant du thème abordé ici, merci de compléter l'article en donnant les références utiles à sa vérifiabilité et en les liant à la section « Notes et références ».

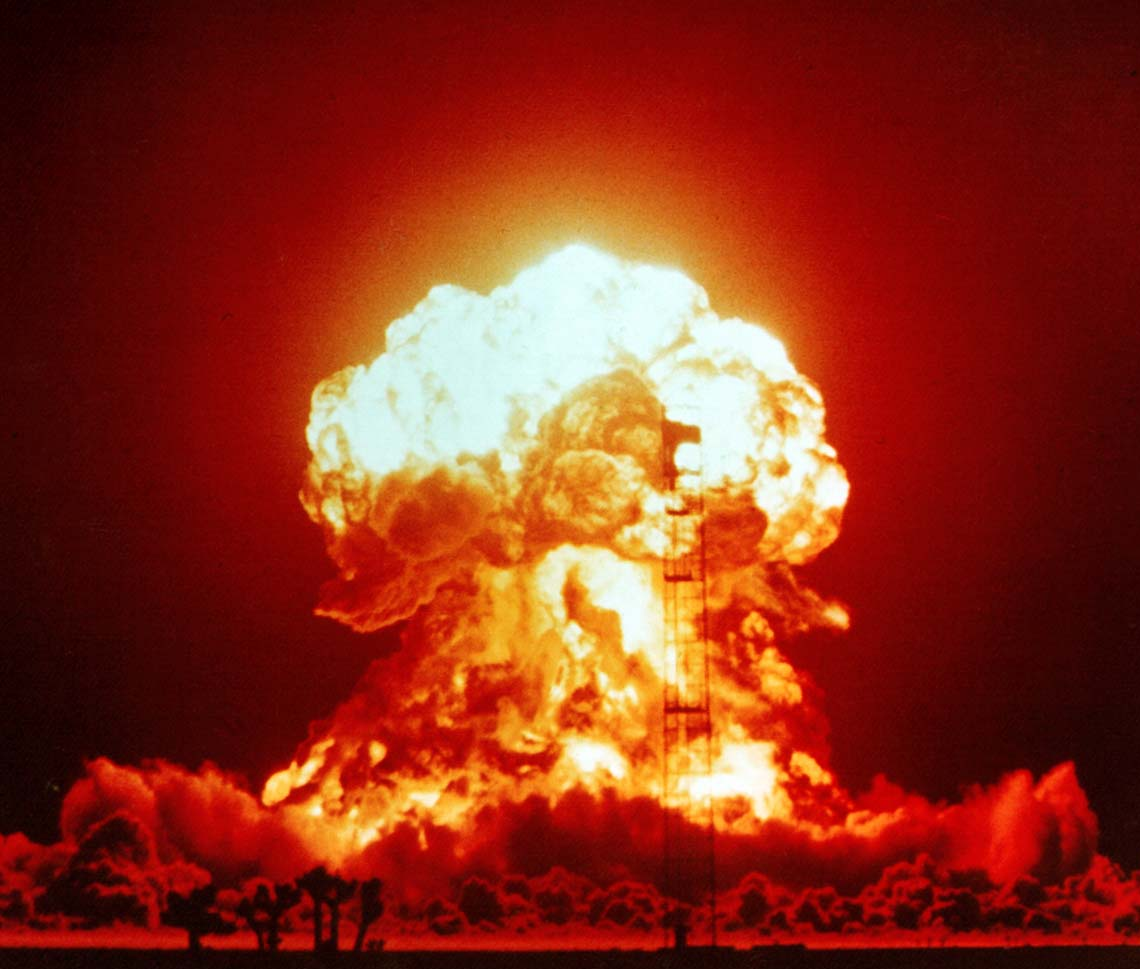
Essai nucléaire réalisé le 18 avril 1953 sur le polygone de tir du Nevada, aux États-Unis.

La stratégie nucléaire est une branche de la stratégie militaire qui implique le développement de doctrines, de stratégies et de tactiques pour la production et l'utilisation des armes nucléaires.

## Description
En tant que branche de la stratégie militaire, la stratégie nucléaire tente de considérer les armes nucléaires en tant que moyens à des fins militaires et politiques. En plus de l'utilisation réelle des armes nucléaires sur le champ de bataille et au niveau tactique ou stratégique, une grande partie de la stratégie nucléaire implique leur utilisation comme outil de négociation.
Dans la mesure où une arme nucléaire n'a effectivement été utilisée que deux fois dans l'Histoire contre un ennemi, et cela dans le cadre d'une guerre, lors des bombardements atomiques d'Hiroshima et Nagasaki du 6 et 9 août 1945 par les États-Unis, une partie du raisonnement stratégique et tactique autour de l'arme nucléaire reste théorique et de l'ordre de la simulation.
Certaines des questions examinées au sein de la stratégie nucléaire comprennent :
- Dans quelles conditions une nation a-t-elle intérêt à développer des armes nucléaires ?
- Quels types d'armes nucléaires devraient être développés ?
- Quand et comment de telles armes devraient-elles être utilisées ?

De nombreux stratèges font valoir que la stratégie nucléaire est fondamentalement distincte d'autres branches et formes de la stratégie militaire. La puissance des armes tend à rendre leur utilisation difficile, voire impossible, si l'on recherche la victoire dans un sens militaire traditionnel.
Bien que cela puisse sembler contre-intuitif, un des objectifs importants de la stratégie nucléaire a été de déterminer comment prévenir et décourager leur utilisation, dans la mesure où cette dernière peut mener à la destruction mutuelle assurée.
Dans le contexte de la prolifération nucléaire et le maintien de l'équilibre des pouvoirs, les États cherchent également à empêcher les autres États et notamment les États voyous (mais aussi des organisations non-étatiques comme des groupes armés, des organisations terroristes ou criminelles, ou encore des entreprises) d'acquérir des armes nucléaires dans le cadre de la stratégie nucléaire.

## Composition de la dissuasion nucléaire
La doctrine de destruction mutuelle assurée (MAD, Mutual Assured Destruction, en anglais) part de l'hypothèse qu'une dissuasion nucléaire de la force doit être crédible et survivable[style à revoir]. C'est-à-dire que chaque force dissuasive doit survivre à une première frappe avec la capacité suffisante pour détruire effectivement l'autre pays (ou du moins sa capacité à frapper) dans une seconde frappe. Par conséquent, une première frappe serait suicidaire pour le pays lanceur.
À la fin des années 1940 et 1950, tandis que la guerre froide se développait, les États-Unis et l'Union Soviétique ont mis en œuvre plusieurs méthodes et plateformes de lancement pour lancer des armes nucléaires. Trois types de plates-formes se sont révélées les plus efficaces et sont collectivement désignées par le terme de triade nucléaire. Ce sont les armes aéroportées (bombes ou missiles), les sous-marins lanceurs d'engins (généralement à propulsion nucléaire), et des missiles balistiques intercontinentaux, généralement déployés par des silos à missile souterrains, ou sur des véhicules.
Bien que seulement considérées comme des forces dissuasives, toutes les puissances nucléaires ont déployé un grand nombre d'armes nucléaires tactiques pendant la guerre froide. Celles-ci pourraient être lancées par la quasi-totalité des plates-formes capables de lancer de grandes armes conventionnelles.
Pendant les années 1970, il y avait l'inquiétude grandissante à l'Ouest que la somme des forces conventionnelles de l'Union Soviétique et du Pacte de Varsovie pourraient submerger les forces de l'OTAN. Il semblait impensable de répondre à une incursion soviétique et/ou du Pacte de Varsovie en Europe de l'Ouest avec des armes nucléaires stratégiques, ce qui favorisait une escalade catastrophique. Ainsi, des technologies ont été développées pour réduire considérablement les dommages collatéraux des armes nucléaires, tout en étant efficaces contre l'avancement de forces militaires conventionnelles. Certaines d'entre elles étaient des bombes à neutrons de faible émission, qui étaient mortelles pour les équipages de chars, surtout avec des chars massés en formation serrée, tout en produisant relativement peu d'effet de souffle, de rayonnement thermique, ou de retombées radioactives. D'autres technologies ont été ainsi appelées appareils sans radiations, qui produisaient surtout du souffle avec peu de radioactivité, ce qui les rendait assez semblables à des explosifs conventionnels, mais avec beaucoup plus d'énergie.

#### Concepts
- Stratégie militaire
- Guerre nucléaire
- Dissuasion nucléaire
- Prolifération nucléaire
- Dissuasion
- Dilemme de sécurité
- Théorie des jeux
- Engagement préalable (stratégie)
- Bombardement stratégique

#### Les armes nucléaires dans l'histoire moderne et contemporaine
- Force de dissuasion nucléaire française
- Doctrine Dulles
- Single Integrated Operational Plan
- Arme nucléaire tactique

#### Théoriciens de la stratégie nucléaire
- Thomas Schelling
- Bernard Brodie
- Herman Kahn

#### Autre
- Jeu de guerre
- Docteur Folamour (1964), un film de Stanley Kubrick, satire de la stratégie nucléaire.